# 藤田みずき
藤田 みずき（ふじた みずき、1984年8月29日 - ）は、日本の女優、声優。神奈川県出身。プロダクション・タンク所属。旧芸名は藤田 瑞希。

## 出演作品

### テレビ
- 江戸の頭脳に挑戦
- 菊次郎とさき
- 奇跡体験!アンビリバボー
- ザ!世界仰天ニュース
- 美の巨人たち
- 夢のとびら
- 桂雀々の大判小判がじゃくじゃく

### アニメ
- SPEED GRAPHER（上野唯）
- ちょこッとSister
- RED GARDEN（サラ）

### 吹き替え
- アバター 伝説の少年アン（タイリー）
- ある素敵な日（少女ハヌル）
- エア・シティ
- 栄光何するものぞ
- みんな元気
- 疑惑の影
- 真実（イ・ジョンヒ）
- 新・上海グランド
- セイディ my ダイアリー（マーガレット）
- 正体不明 THEM ゼム
- タイフーン/TYPHOON
- 中国の植物学者の娘たち
- ドクター・ドリトル2（マヤ・ドリトル）
- 4400 未知からの生還者
- 恐竜SFドラマ プライミーバル2
- ベートーベン2
- 南少林
- 名探偵モンク5
- メモリー・キーパーの娘（フィービー）
- メントーズ 世界の偉人たちからメッセージ
- ライ・トゥ・ミー 嘘は真実を語る
- わたしを離さないで

### ナレーション
- 三菱東京UFJ銀行 新興国債券ファンド

### 舞台
- ロシア国立ボリショイバレエ団来日公演（子役出演・全国ツアー）
- 「イーハトーボの劇列車」
- 「夏の夜の夢」
- 「新羅生門」
- 「トミ・マルガリーダ」
- 「スペインの母A」
- 「婢伝五稜郭」
- 「アメリカ第51番州ニッポン」
- 「はるいち。」
- 「君に、輝く光の温もりを」
- 「君に、瞬く星の導きを」
- 「殺陣祭～たてまつり～」
- 「SAYONARAをするために」
- 「鈴鹿山の白纏丸」
- 「リグレットカフェへようこそ」
- 「浮世に鬼は哭き嗤う」
- 「お願いマイゴッド！R」

### ドラマCD
- MILDE-SORTE

### MC
- ライオン歯みがき大会
- 「ボーカロイドオペラ 葵上with 文楽人形」～文楽人形実演＆ボーカロイド解説トークショー付き上映会～

### その他
- キリンビールPRビデオキャラクター「エコロジー」
- 愛・地球博「ドラえもんショー」
- こどもちゃれんじ「ちょっきー」
- VOCALOID 桜乃そら公式デモソング「どんな言葉なら届きますか？」（モーションアクター）
- 快盗戦隊ルパンレンジャーVS警察戦隊パトレンジャー en film（2018年）記者B 役